# Glenea atripennis
Glenea atripennis là một loài bọ cánh cứng trong họ Cerambycidae.